# لورديس مندوزا
لورديس مندوزا (بالإسبانية: Lourdes Mendoza del Solar)‏ (7 يناير 1958 - 4 أكتوبر 2024)، هي سياسية من بيرو. عضو مجلس الشيوخ البيروفي 27 يوليو 2006 – 26 يوليو 2011.